# Surdo-cegueira

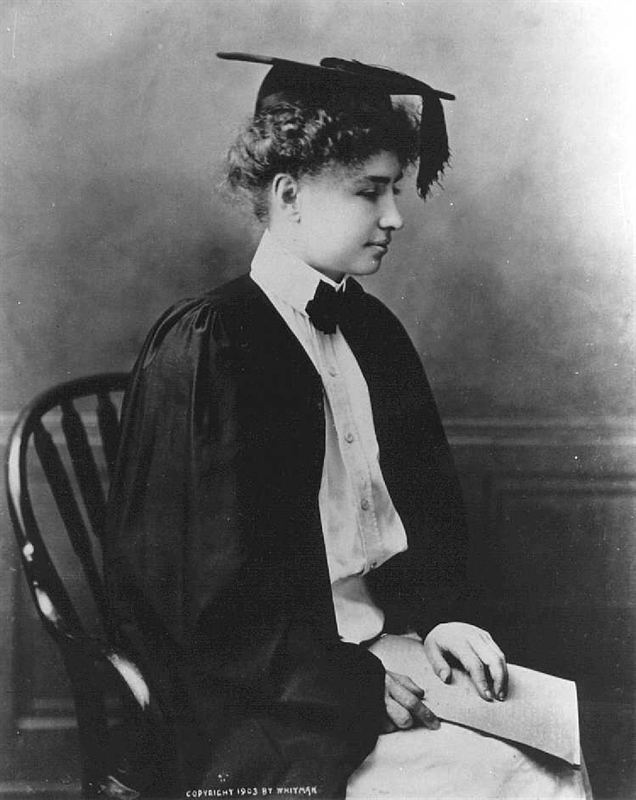
Helen Keller

A surdo-cegueira (português europeu) ou surdocegueira (português brasileiro) é a incapacidade total ou parcial de audição e visão, simultaneamente. Assim como no caso da surdez, a surdo-cegueira pode ser identificada com a cultura das pessoas que pertencem a este grupo.
Em termos de senso comum, ao falar de alguém surdo-cego, a referência mundial foram as norte-americanas Helen Keller e sua professora Anne Sullivan, como história de sucesso ao desafio de viver sem visão e audição.

## Comunicações
No caso de uma pessoa surda-cega que tenha perdido a visão na idade adulta, como no caso da pernambucana Maria Olindina Coelho, a comunicação é feita por linguagem de sinais táctil (LIBRAS TÁCTIL no caso do Brasil), que pode ser aprendida em vários níveis, a depender da idade e capacidade cognitiva individual e outros fatores. 

## Libras tátil
Se trata da Língua Brasileira de Sinais feita de maneira com que a pessoa surda-cega possa sentir a configuração das mãos executando os sinais. É necessário que o vidente (pessoa não cega) faça os sinais normalmente sob as mãos da pessoa surda-cega, que,  pelo tato, faz a leitura. A resposta pode ser em LIBRAS comum ou da maneira habitual daquela pessoa surda-cega específica. É sempre bom manter o toque para que a pessoa saiba que está sendo vista / ouvida. A comunicação por sinais tácteis pode ser insuficiente, mediana ou fluente, assim como em qualquer idioma. A única diferença entre a LIBRAS TÁCTIL e a LIBRAS é o lugar onde é feita: sob as mãos da pessoa surda-cega. Olindina mora em Recife, Pernambuco, e faz parte das pessoas surdas-cegas fluentes em LIBRAS TÁCTIL,  tendo dado palestras em escolas e livro publicado. 
A maior parte das pessoas com surdo-cegueira têm ainda limitações noutros domínios.

## O que é surdo-cegueira
A surdo-cegueira é a deficiência, em diversos graus, dos sentidos de audição e visão; isto é, o surdo-cego pode ver ou ouvir em pequenos níveis, dependendo do caso.
Com base nos estudos de McInnes, a fim de classificarmos alguém de surdo-cego é preciso que esse indivíduo não tenha suficiente visão para compensar a perda auditiva, ou vice-versa, que não possua audição suficiente para compensar a falta de visão.
Vários autores (tais como Writer, Freeman, Wheeler & Griffin, McInnes) defendem a surdo-cegueira como única, não como a soma de dois comprometimentos sensoriais.
Segundo o ponto de vista sensorial de Miles e Riggio, surdos-cegos podem ser:
- indivíduos surdos profundos e cegos;
- indivíduos surdos e têm pouca visão;
- indivíduos com baixa audição e que são cegos;
- indivíduos com alguma visão e audição.

## História da educação dos surdos-cegos
Victorine Morriseau é apontada como a primeira surda-cega instruída formalmente, em Paris (1789), pelo que França foi pioneira na instituição formal para esta população, na Europa.
Julia Brice, americana, surda e cega, aos quatro anos e meio entrou para o asilo de surdos e mudos de Hartford, em 1822, tendo aprendido a comunicar por gestos (não há, no entanto, registo sobre aprendizagem de leitura e escrita).
Em 1829, Laura Bridgman, que havia sido educada na Escola Perkins, nos Estados Unidos, teve influência e contribuiu para o desenvolvimento de programas educativos em diversos países, como por exemplo, a Alemanha, em 1887. A educação de Laura incluiu a utilização da dactilologia para transmitir os conhecimentos da leitura e da escrita.
O caso mais conhecido é de Hele nKeller, que foi educada a partir dos sete anos, em 1887, pela professora Anne Mansfield Sullivan, que era parcialmente cega. Antes da sua educação formal, Keller apresentava comportamentos agressivos, tais como dar pontapés, beliscar as pessoas, empurrar, bater, era desastrada e recusava ser guiada. Keller conta que "teve de ser levada à força para a primeira aula; não compreendia a obediência e nem apreciava a bondade". Devido a este comportamento, a professora optou por iniciar a educação por ensinar a soletração do alfabeto dactilológico na palma da mão, relacionado a palavra à ação, e/ou vice-versa. Durante três anos Keller aprendeu esse alfabeto, conseguindo assim distinguir vários substantivos, depois os adjetivos, seguidamente os verbos. No entanto, para Helen, as palavras não continham qualquer ligação. Só aos poucos a aluna principiou a formular algumas perguntas simples; começou a controlar os seus impulsos e a ser aceite socialmente. Com Keller, o procedimento de ensino adaptado consistiu em despertar nela o interesse por conhecer e admirar a natureza.
Eugenio Malossi, surdo-cego aos dois anos em decorrência de meningite, foi educado em Itália, por um professor que lhe ensinou artesanato e mecânica. Aprendeu ainda vários idiomas e o sistema braile.
Olga Ivanova ficou cega, surda e paralítica aos quatro anos. Doutorou-se em Psicologia e Ciências Pedagógicas.
Por norma, todos os casos de sucesso no processo de educação formal relatados na literatura convencional são de indivíduos que perderam a visão e a audição após a aquisição de linguagem e cuja surdo-cegueira foi decorrente de varíola, meningite, síndromes ou traumatismos.
Na década de 60, van Dijk (1968) iniciou, na Holanda, um programa para crianças surdas-cegas, especialmente voltado ao ensino de vítimas da rubéola.
A Associação Brasileira de Educação de Deficientes Visuais (ABEDEV), em 1977, reativou o programa de atendimento ao surdo-cego. O INES trabalha com crianças surdas-cegas, no Brasil ... entre muitas outras organizações a nível mundial, tais como a Organização Nacional de Cegos da Espanha, a União Latino Americana de Cegos, a SENSE-Internatinal e a Associação Nacional de Surdos-cegos e Rubéola, em Inglaterra.

## Causas de surdo-cegueira

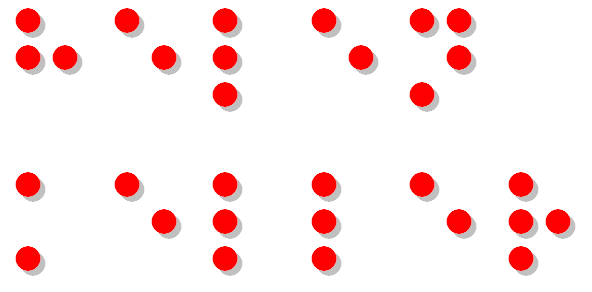
Braille

Antigamente, pensava-se que a principal causa da surdo-cegueira seria a Síndrome da Rubéola Congénita. Hoje em dia, com a tecnologia mais avançada, sabe-se que as principais causas se relacionam com a prematuridade ou com várias anomalias congêtitas, tais como: rubéola, síndromes (Down, Usher, Trissomia 13, entre outras), anomalias congênitas (síndrome CHARGE, hidrocefalia, microcefalia, síndroma fetal alcoólico, abuso de drogas pela mãe, entre outras), prematuridade e disfunções pré-natais congênitas (SIDA, toxoplasmose, herpes, sífilis) e causas pós-natais (asfixia, traumatismo craniano, encefalite, meningite).
Há, no entanto, estudiosos que acreditam que a principal causa é ainda desconhecida.

## Ser surdo-cego
Acredita-se que cerca de 80 a 90% da informação é recebida pelo ser humano visual ou auditivamente; assim sendo, a privação destas duas capacidades provoca alterações drásticas no acesso da pessoa à informação e no seu desenvolvimento.
A dependência do surdo-cego aos outros é total, quer para aceder a objetos e à pessoas, quer para obter ajuda quanto à organização e à compreensão da informação acerca do meio que o rodeia, com o objectivo de se relacionar com o mundo, quebrando assim o isolamento.
O tacto desempenha um papel crucial na comunicação e desenvolvimento com estes indivíduos.
Há quem defenda que diversos graus de surdez e deficiência visual gerem quadros específicos de comportamento e de adaptação educacional. Assim sendo, este conceito desencadeia a necessidade de categorização dos surdos-cegos em dois níveis: o sensorial e o educacional. Os comportamentos apresentados por surdos-cegos são decorrentes de como eles estabelecem contacto com o ambiente, de qual o recurso que usam para se comunicar e se conseguem fazer-se compreender e compreender os outros. A singularidade da surdo-cegueira prende-se ao prejuízo no processo de desenvolvimento devido à falta de comunicação e de interação social.
No que toca ao comportamento infantil, ressaltam-se dois grupos: um de crianças que apresentam comportamento hipoativo (distanciando-se do ambiente social, isolando-se, evitando comunicar-se), e outro de crianças com comportamento hiperativo (que nunca param, apresentam contato visual e apresentam defesa táctil). Pesquisadores afirmam que a privação sensorial, no caso das crianças, lhes limita as respostas aos indivíduos ou às atividades do seu ambiente, isto é, interagem de forma artificial, ou estereotipada. Afirmam ainda que essas crianças demonstram uma alteração significativa no desenvolvimento das habilidades de comunicação, mobilidade e acesso à comunicação. A criança surda-cega pode apresentar os seguintes comportamentos:
- comportamento autista (movimentos estereotipados e/ou rítmicos;
- comportamento social imaturo;
- inabilidade de comportamento afetivo;
- dificuldade de uso dos sentidos próximos.[12]